# Oscar Rothschild
Oscar Rothschild (* 1. Februar 1852 in Menden (Sauerland); † 23. August 1914 in Berlin) war ein deutscher Bankier.

## Leben
Oskar Rothschild war ältester Sohn des Kaufmanns Samuel Lazarus Rothschild (* 18. August 1823; † 21. Dezember 1888) und seiner Frau Fanny, geborene Eltzbacher (* 16. Januar 1829; † 18. September 1876). Sein Vater war mit seinem Onkel Louis (* 23. April 1825; † 1905) zu Beginn der 1860er Jahre Inhaber des Bankhauses S. L. Rothschild, der Mendener Papierfabrik und der Firma Rothschild & Comp. Louis Rothschild wohnte in Köln und betreute die dortige Niederlassung, während Oscar Rothschilds Vater die Geschäfte in Menden führte. Mitte der 1860er Jahre konzentrierten sie ihre geschäftlichen Aktivitäten. Zunächst kam es 1865 zur Aufhebung der Firma Rothschild & Comp., es folgte 1867 die Liquidation der Papierfabrik. Für das verbleibende Handelsgeschäft und das Bankhaus S. L. Rothschild erhielt 1868 auch die Mutter Fanny Rothschild die Prokura.
Kindheit und Jugend verbrachte Oscar Rothschild in Menden. Zu Beginn der 1870er Jahre zog die Familie nach Berlin für die neu eröffnete Filiale des Bankhauses, das nun unter S. & L. Rothschild firmierte. Sein Vater übernahm die Leitung der Zweigniederlassung, während sein Onkel weiterhin den Hauptsitz in Köln betreute. Die Familie wohnte zunächst an der Wilhelmstraße 71, bis sie 1875 in ein neu erbautes eigenes Haus an der Regentenstraße 13, der heutigen Hitzigallee, in Berlin-Tiergarten zog. Dort starb 1876 seine Mutter mit 47 Jahren. Wie später auch sein jüngerer Bruder Louis Samuel (18. Dezember 1853; † 1. September 1924) wählte Oscar Rothschild den Beruf des Kaufmanns.
Im Dezember 1877 wurde Oscar Rothschild mit 26 Jahren Gesellschafter in der Familienfirma S. & L. Rothschild neben seinem Vater und seinem Onkel. Nach seiner Heirat 1879 wohnte er zunächst weiterhin im Haus der Familie an der Regentenstraße 13, bis er 1885 in ein eigenes Haus an der Genthiner Straße 19 zog.  Zum 1. Januar 1886 kam es zu einem Generationenwechsel bei  S. & L. Rothschild. Vater Samuel und Onkel Louis Rothschild zogen sich ins Privatleben zurück. An ihre Stelle als Teilhaber traten Oscars Bruder Louis Samuel sowie die Neffen Carl und Otto Rothschild. Im August 1893 beschlossen die vier Teilhaber die Familienfirma auf dem 1. Januar 1894 aufzulösen. Während sich Oscar Rothschild ins Privatleben zurückziehen wollte, eröffnete sein Bruder Louis Rothschild ein eigenes Bankgeschäft, das unter L. S. Rothschild firmierte. Mit dem neuen Lebensabschnitt verbunden war 1895/96 der Bau einer Stadtvilla an der Regentenstraße 19a nach Plänen des Architekturbüros Kayser & von Großheim, nicht weit vom Haus des Bruders Regentenstraße 13.
Nach dem Ausscheiden von Oscar Rothschild aus dem operativen Bankgeschäft erfolgte im Dezember 1894 seine Wahl in die Sachverständigenkommission der Berliner Fondsbörse. Zudem war er als Sachverständiger bei Gericht tätig und wurde 1904 zum Handelsrichter beim Landgericht I in Berlin ernannt. Das Schwergewicht seiner Aktivitäten bildeten aber seine zahlreichen Mandate im Aufsichtsrat verschiedener Unternehmen. Im Bankbereich zählten dazu die Rheinische Bank und die Breslauer Disconto-Bank, in der Montanindustrie die Rheinisch-Westfälischen Kalkwerke in Dornap, die Zeche Dannenbaum, die Aktiengesellschaft Selbecker Bergwerksverein sowie die Bergwerks-Aktien-Gesellschaft Hugo und in der Textilindustrie die J. P. Bemberg Baumwoll-Industrie-Gesellschaft in Oehde. Oscar Rothschild war ein sehr erfolgreicher Geschäftsmann. Das Jahrbuch des Vermögens und Einkommens der Millionäre bezifferte 1912 sein Vermögen auf 4,32 Millionen Reichsmark bei einem Jahreseinkommen von 256 000 Reichsmark.
Für Oscar Rothschild und seinen Bruder Louis entwickelte sich ihre Beteiligung an der Lederfabrik vormals Eyck & Strasser zum Problem, als es im Unternehmen zu einem Finanzskandal kam. Die von James Eyck und Vitus Strasser ursprünglich als Kommanditgesellschaft geführte Fabrik Eyck & Strasser wurde 1898 unter Beteiligung von Oscar und Louis Rothschild sowie Otto Steidel und Eugen Meyer in eine Aktiengesellschaft umgewandelt. Oscar Rothschild wurde Vorsitzender des Aufsichtsrats und Louis Rothschild sein Stellvertreter. 1899 emittierte das Bankhaus L. S. Rothschild die Aktie mit einem Nennwert von 1000 Mark an der Berliner Börse mit einem Agio von 35 Prozent. 1906 kam mit Ernst Neuberg, der im Jahr zuvor Oscar Rothschilds Tochter Agathe geheiratet hatte, ein weiteres Familienmitglied in den Aufsichtsrat. Für das Jahr 1908 musste die Gesellschaft einen Jahresabschluss mit erheblicher Unterbilanz vorlegen, deren Ursache in der viel zu hohen Bewertung der Warenvorräte der Firma zu einem Vielfachen des wirklichen Wertes in den Vorjahren lag. Die Abschlüsse waren jeweils von der Deutschen Treuhand-Gesellschaft ohne Beanstandungen geprüft worden. Ein Sanierungsvorschlag, bei der die Mitglieder des Aufsichtsrats neue Aktien in der Höhe von 700 000 Mark übernehmen und 300 000 à fond perdu in die Gesellschaft einschießen sollte, scheiterte am Widerstand von Louis Rothschild und der fehlenden Einigung mit der Berliner Handels-Gesellschaft als Bankgläubigerin. Am 3. Juni 1909 musste die Firma Konkurs anmelden. Zu den Geschädigten zählten neben den Aktionären auch die Zeichner einer Anleihe mit einem Volumen von 1 Million Reichsmark sowie die Bankgläubiger mit Krediten von 1,5 Millionen Reichsmark. In der Folge des Konkurses kam es zu Prozessen, in denen einerseits der Konkursverwalter Carl Lehmberg versuchte, die Mitglieder des Vorstandes und des Aufsichtsrates in Regress zu nehmen und andererseits Mitglieder des Vorstandes und des Verwaltungsrates Entschädigung für die ganze Amtszeit aus der Konkursmasse forderten, auch wenn die Firma bereits in Konkurs gegangene war.

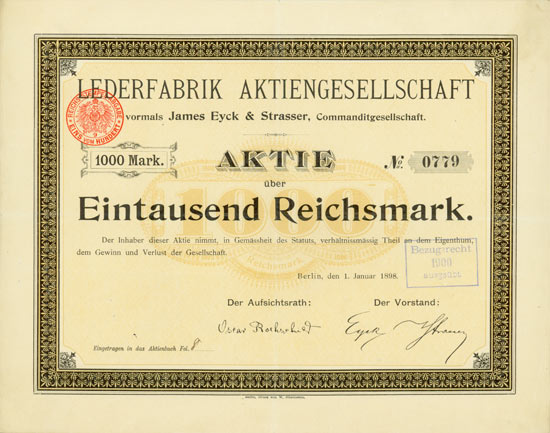
Aktie der Lederfabrik vormals Eyck & Strasser mit der Unterschrift Oscar Rothschilds

## Familie
Am 12. Dezember 1878 verlobten sich Oscar Rothschild und Anna Dorothea Jacoby (* 14. Dezember 1856; † 14. Dezember 1912), Tochter des Vorsitzenden des Vorstands der Jüdischen Gemeinde Berlin Julius Jacoby. Die Heirat erfolgte am 23. Mai 1879. Julius Jacoby wurde auch Schwiegervater des Bruders Louis, der 1887 Anna Jacobys ältere Schwester Hedwig (* 30. April 1854; † 2. November 1928) heiratete. Das Ehepaar Rothschild hatte vier Kinder, die im Kindesalter verstorbene Tochter Eva Fanny (* 2. März 1880; † 16. September 1884),  Agathe (* 29. April 1881), Otto (* 11. August 1883; † 11. September 1961) und Fritz (* 20. Oktober 1886). Sie flohen vor der Verfolgung durch die Nationalsozialisten nach Nord- und Südamerika.
Oscar Rothschild liegt begraben auf dem Jüdischen Friedhof Schönhauser Allee zusammen mit seiner Frau Anna Rothschild-Jacoby, den Eltern Samuel Rothschild und Fanny Rothschild-Eltzbacher, seinen Schwestern Laura Reiffenberg-Rothschild mit ihrem Mann Raphael Reiffenberg und Alwine Rothschild-Rothschild.

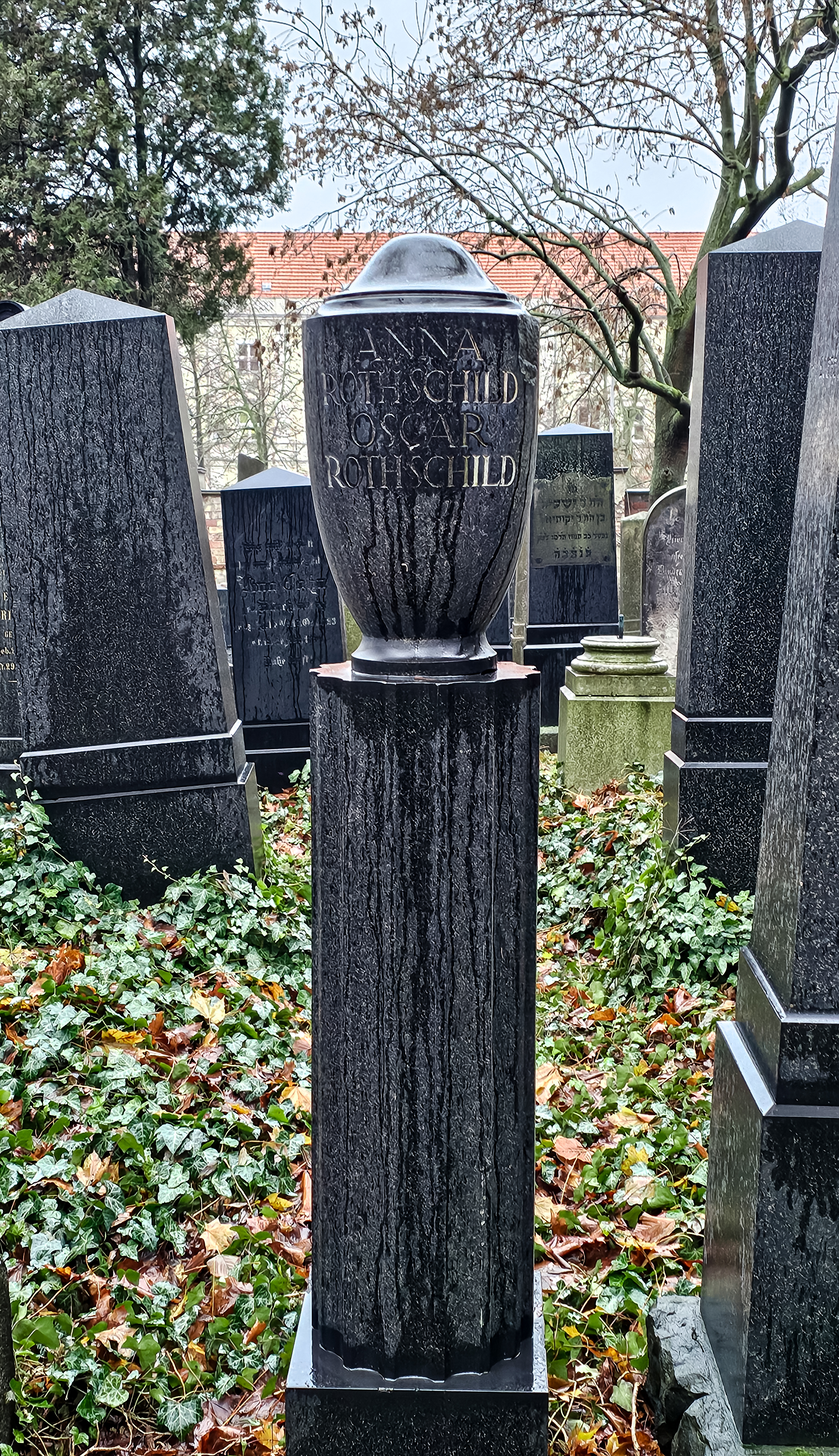
Grab Anna und Oscar Rothschild auf dem Jüdischen Friedhof Schönhauser Allee